# Fillièvres
Fillièvres é uma comuna francesa na região administrativa de Altos da França, no departamento de Pas-de-Calais. Estende-se por uma área de 20,43 km². Em 2010 a comuna tinha 522 habitantes (densidade: 25,6 hab./km²).